# Hrvatski Nogometni Klub Hajduk Split 2002-2003
Questa voce raccoglie le informazioni riguardanti l'Hrvatski Nogometni Klub Hajduk Split nelle competizioni ufficiali della stagione 2002-2003.

## Rosa
| N. |                                 | Ruolo | Calciatore       |
| -- | ------------------------------- | ----- | ---------------- |
| 1  | Croazia (bandiera)              | P     | Stipe Pletikosa  |
| 3  | Croazia (bandiera)              | D     | Ivica Pirić      |
| 4  | Bosnia ed Erzegovina (bandiera) | D     | Ivan Radeljić    |
| 5  | Bosnia ed Erzegovina (bandiera) | A     | Almir Turković   |
| 6  | Croazia (bandiera)              | D     | Vlatko Đolonga   |
| 7  | Croazia (bandiera)              | D     | Hrvoje Vejić     |
| 8  | Croazia (bandiera)              | A     | Nino Bule        |
| 9  | Slovenia (bandiera)             | A     | Klemen Lavrič    |
| 10 | Croazia (bandiera)              | C     | Mario Carević    |
| 11 | Croazia (bandiera)              | A     | Zvonimir Deranja |
| 12 | Croazia (bandiera)              | P     | Vladimir Balić   |
| 13 | Croazia (bandiera)              | A     | Petar Krpan      |
| 14 | Croazia (bandiera)              | C     | Srđan Andrić     |
| 15 | Croazia (bandiera)              | D     | Dario Brgles     |
| 17 | Croazia (bandiera)              | D     | Hrvoje Vuković   |

| N. |                    | Ruolo | Calciatore      |
| -- | ------------------ | ----- | --------------- |
| 18 | Croazia (bandiera) | D     | Darijo Srna     |
| 19 | Croazia (bandiera) | C     | Dean Računica   |
| 21 | Croazia (bandiera) | D     | Darko Miladin   |
| 22 | Croazia (bandiera) | C     | Ante Miše       |
| 23 | Croazia (bandiera) | D     | Mato Neretljak  |
| 25 | Croazia (bandiera) | P     | Zlatko Runje    |
| 26 | Croazia (bandiera) | C     | Milan Rapaić    |
| 27 | Croazia (bandiera) | D     | Luka Vučko      |
| 28 | Croazia (bandiera) | D     | Igor Lozo       |
| 30 | Croazia (bandiera) | A     | Hrvatin Gudelj  |
|    | Croazia (bandiera) | A     | Nikica Jelavić  |
|    | Croazia (bandiera) | C     | Vik Lalić       |
|    | Croazia (bandiera) | C     | Mario Grgurović |
|    | Croazia (bandiera) | P     | Hrvoje Sunara   |

## Risultati

### Prva HNL
| Arbitro: | Željko Širić (Osijek) |

|  |           |               |
|  | Marcatori | 66’ Neretljak |

| Arbitro: | Darko Feljan (Zagabria) |

|                            |           |                  |
| Carević 58’ Računica 90+1’ | Marcatori | 42’ G. Brajković |

| Arbitro: | Ivan Novak (Varaždin) |

|  |           |           |
|  | Marcatori | 58’ Vejić |

| Spalato 18 agosto 2002, ore 20:00 CEST (UTC+2) 4ª giornata | Hajduk Spalato           | 0 – 0 referto | Kamen Ingrad | Stadio Poljud (5 000 spett.)\| Arbitro: \| Hrvoje Kurtović (Osijek) \| |
| Arbitro:                                                   | Hrvoje Kurtović (Osijek) |               |              |                                                                        |

| Arbitro: | Ivan Novak (Varaždin) |

|                                               |           |         |
| Pernar 14’ Jurić 45’ Maroslavac 71’ Žgela 73’ | Marcatori | 8’ Bule |

| Arbitro: | Željko Širić (Osijek) |

|             |           |  |
| Đolonga 27’ | Marcatori |  |

| Arbitro: | Goran Marić (Zagabria) |

|               |           |  |
| Ferenčina 14’ | Marcatori |  |

| Arbitro: | Vlado Svilokos (Sisak) |

|                                                              |           |           |
| Đolonga 9’ Grubišić 49’ (aut.) Računica 65’ Deranja 69’, 89’ | Marcatori | 80’ Prpić |

| Arbitro: | Draženko Kovačić (Križevci) |

|  |           |          |
|  | Marcatori | 44’ Bule |

| Arbitro: | Goran Marić (Zagabria) |

|  |           |                      |
|  | Marcatori | 71’ Miladin 84’ Srna |

| Arbitro: | Ivan Bebek (Fiume) |

|                                         |           |  |
| Bule 14’ Krpan 31’ Pletikosa 70’ (rig.) | Marcatori |  |

| Arbitro: | Goran Marić (Zagabria) |

|                                              |           |           |
| Pletikosa 17’ (rig.) Đolonga 45’ Deranja 83’ | Marcatori | 44’ Hrman |

| Arbitro: | Vlado Svilokos (Sisak) |

|  |           |             |
|  | Marcatori | 48’ Deranja |

| Arbitro: | Hrvoje Kurtović (Osijek) |

|                                            |           |           |
| Đolonga 42’ Pletikosa 44’ (rig.) Krpan 77’ | Marcatori | 83’ Jović |

| Arbitro: | Vlado Svilokos (Sisak) |

|           |           |               |
| Zekić 72’ | Marcatori | 80’ Neretljak |

| Arbitro: | Draženko Kovačić (Križevci) |

|                                      |           |  |
| Deranja 9’, 85’ Carević 20’ Bule 57’ | Marcatori |  |

| Arbitro: | Željko Širić (Osijek) |

|                           |           |           |
| Smoje 51’ (rig.) Olić 53’ | Marcatori | 90’ Krpan |

| Arbitro: | Ivan Bebek (Fiume) |

|                         |           |  |
| Rapaić 43’ Turković 46’ | Marcatori |  |

| Arbitro: | Draženko Kovačić (Križevci) |

|  |           |                           |
|  | Marcatori | 5’, 49’ Turković 33’ Bule |

| Arbitro: | Šime Vukić (Fiume) |

|                                  |           |  |
| Turković 21’, 90’ Krpan 44’, 54’ | Marcatori |  |

| Arbitro: | Vlado Svilokos (Sisak) |

|                        |           |  |
| Krpan 40’ Turković 49’ | Marcatori |  |

| Arbitro: | Željko Širić (Osijek) |

|                        |           |           |
| Novaković 7’ Štrok 15’ | Marcatori | 72’ Krpan |

| Arbitro: | Slavko Čulina (Zagabria) |

|                              |           |  |
| Srna 11’ (rig.) Turković 87’ | Marcatori |  |

| Arbitro: | Željko Širić (Osijek) |

|  |           |            |
|  | Marcatori | 41’ Rapaić |

| Arbitro: | Ivan Novak (Varaždin) |

|          |           |  |
| Srna 61’ | Marcatori |  |

| Arbitro: | Vlado Svilokos (Sisak) |

|          |           |  |
| Bule 46’ | Marcatori |  |

| Arbitro: | Draženko Kovačić (Križevci) |

|                       |           |                   |
| Bartolović 90’ (rig.) | Marcatori | 43’ (rig.) Rapaić |

| Arbitro: | Vlado Svilokos (Sisak) |

|                      |           |  |
| Jakirović 71’ (rig.) | Marcatori |  |

| Arbitro: | Željko Širić (Osijek) |

|                                          |           |           |
| Računica 41’, 48’ Andrić 46’ Đolonga 55’ | Marcatori | 32’ Marić |

| Arbitro: | Draženko Kovačić (Križevci) |

|                                   |           |            |
| Štrok 28’ Đalović 49’, 56’ (rig.) | Marcatori | 45’ Andrić |

| Arbitro: | Marijo Strahonja (Zagabria) |

|                     |           |                |
| Hrman 9’ Mumlek 36’ | Marcatori | 14’, 80’ Krpan |

| Arbitro: | Goran Marić (Zagabria) |

|            |           |  |
| Lavrič 71’ | Marcatori |  |

Fonte: hajduk.hr

### Coppa di Croazia
| Arbitro: | Šime Vukić (Fiume) |

|                         |           |                                                                         |
| Strenja 51’ Buterin 68’ | Marcatori | 5’, 37’ (rig.), 79’ Deranja 41’ Brgles 64’ Đolonga 75’ Vučko 90’ Gudelj |

| Arbitro: | Ante Vučemilović-Šimunović (Osijek) |

|           |           |  |
| Krpan 69’ | Marcatori |  |

| Arbitro: | Željko Širić (Osijek) |

|                       |           |                                    |
| Bartolović 23’ (rig.) | Marcatori | 10’ Miladin 18’ Srna 19’ Neretljak |

| Arbitro: | Marijo Strahonja (Zagabria) |

|                                         |           |  |
| Srna 2’ Vejić 42’ Lavrič 62’ Rapaić 74’ | Marcatori |  |

| Arbitro: | Draženko Kovačić (Križevci) |

|                         |           |  |
| Vejić 70’ Miladin 90+3’ | Marcatori |  |

| Varaždin 23 aprile 2003, ore 17:30 CEST (UTC+2) Semifinali | Varteks Varaždin   | 0 – 0 referto | Hajduk Spalato | Stadio Varteks (4 000 spett.)\| Arbitro: \| Ivan Bebek (Fiume) \| |
| Arbitro:                                                   | Ivan Bebek (Fiume) |               |                |                                                                   |

| Arbitro: | Željko Širić (Osijek) |

|  |           |          |
|  | Marcatori | 49’ Bule |

| Arbitro: | Goran Marić (Zagabria) |

|                                                          |           |  |
| Pletikosa 19’ (rig.) Rapaić 27’ Turković 36’ Deranja 82’ | Marcatori |  |

Fonte: hajduk.hr

### Coppa UEFA

#### Turno preliminare
| Arbitro: | Vladimir Antonov |

|                                              |           |  |
| Đolonga 22’ Pletikosa 60’ (rig.) Deranja 84’ | Marcatori |  |

| Arbitro: | Igor Yarmenchuk |

|  |           |                                                                             |
|  | Marcatori | 12’, 16’, 78’ Erceg 23’, 35’ Andrić 45+1’ (rig.) Pletikosa 46’, 85’ Carević |

#### Primo turno
| Arbitro: | Fernando Carmona Mendez |

|  |           |                |
|  | Marcatori | 50’ Malbranque |

| Arbitro: | Stefano Farina |

|                                  |           |                           |
| Marlet 20’ Malbranque 43’ (rig.) | Marcatori | 6’ (aut.) Davis 39’ Vejić |

Fonte: hajduk.hr